# Charles Darwin University
Die Charles Darwin University, Abkürzung: CDU, ist eine staatliche Universität im Bundesterritorium Northern Territory in Australien.
Die Hochschule wurde 1989 als Northern Territory University (NTU) in Darwin gegründet, am 1. Januar 2004 wurde die NTU mit dem Centralian College in Alice Springs unter dem neuen Namen Charles Darwin University zusammengeführt. Namensgeber ist der britische Naturforscher Charles Darwin.

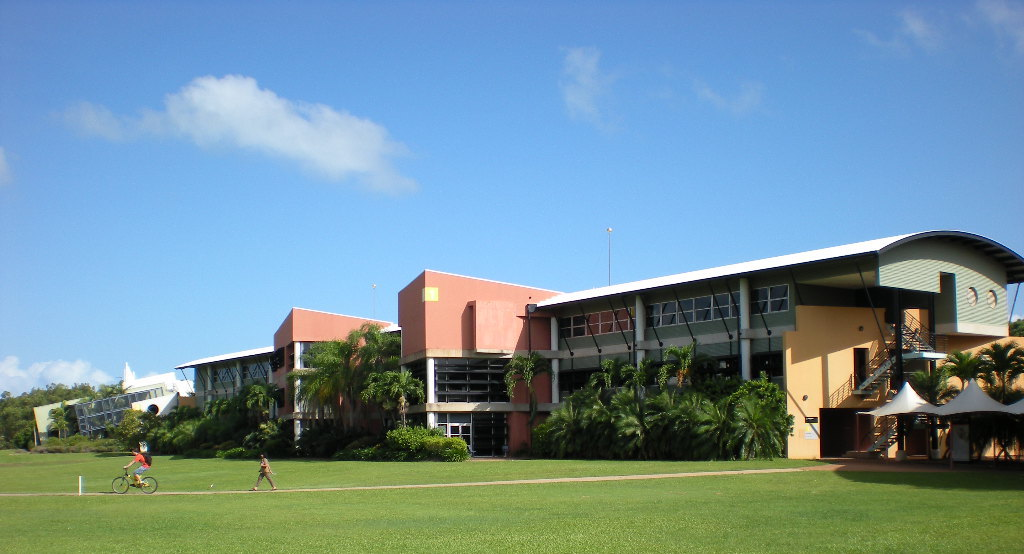
Gebäude der Charles Darwin University (2008)

Der Hauptcampus „Casuarina“ liegt im Stadtteil Brinkin der Hauptstadt Darwin, weitere Standorte sind in Alice Springs, Palmerston und Katherine sowie kleinere Ableger in Tennant Creek, Yulara, Jabiru, Mataranka und Nhulunbuy.

## Fakultäten
- Law, Business and Arts
- Technology (Engineering, Industrial Education and Information Technology)
- Education, Health and Science

## Zahlen zu den Studierenden
2020 waren 13.801 Studierende an der Charles Darwin University eingeschrieben (2016: 11.847, 2017: 11.477, 2018: 11.430, 2019: 12.283). 9.283 davon (67,3 %) hatten noch keinen ersten Abschluss, 8.448 davon waren Bachelorstudenten. 2.924 (21,2 %) hatten bereits einen ersten Abschluss und 336 davon arbeiteten in der Forschung.
2007 waren es 4.300 Studierende gewesen.